# غوردون دين (محامي)
غوردون دين (بالإنجليزية: Gordon Dean)‏ هو مدع ومحامي أمريكي، ولد في 28 ديسمبر 1905 في سياتل في الولايات المتحدة، وتوفي في 15 أغسطس 1958 في Nantucket Memorial Airport ‏ في الولايات المتحدة.

## وصلات خارجية
- غوردون دين على موقع الموسوعة البريطانية (الإنجليزية)
- غوردون دين على موقع مونزينجر (الألمانية)